# Abersychan
Abersychan è un centro abitato del Galles, situato nella contea del Torfaen.